# Axel Schönbucher
Axel Schönbucher (* 27. April 1945 in Korntal-Münchingen; † 25. Februar 2025) war ein deutscher Chemiker und Hochschullehrer im Bereich Technische Chemie.

## Biografie
Schönbucher studierte von 1965 bis 1970 Chemie an der Universität Stuttgart. 1973 promovierte er dort bei Theodor Förster zum Dr. rer. nat. mit dem Thema Blitzspektroskopische Untersuchung über strahlungslose Desaktivierungsprozesse an Triphenylmethanfarbstoffen. Anschließend habilitierte er am Institut für Technische Chemie bei Walter Brötz. 1982 wurde er an der Universität Stuttgart auf eine Professur berufen, die er bis 1992 innehatte. Parallel war er 1988 und 1989 für die Chemischen Werke Hüls AG in Marl tätig, sowie 1990 bis 1992 für das Battelle-Institut für Kernphysik in Frankfurt am Main. 1992 folgte ein Ruf an die Gerhard Mercator Universität Duisburg und 2002 an die Universität Duisburg-Essen, wo er bis 2011 am Campus Essen den Lehrstuhl Technische Chemie 1 innehatte.
Von 1991 bis 2005 war er außerdem berufenes Mitglied der Störfall-Kommission (SFK) und von 2005 bis 2011 berufenes Mitglied der Nachfolgeorganisation Kommission für Anlagensicherheit (KAS) des Bundesministeriums für Umwelt, Naturschutz und Reaktorsicherheit. Ab 2007 war er Mitglied des Vorstandes der ProcessNet-Fachsektion Sicherheitstechnik und dort in mehreren Arbeitskreisen aktiv.
Schönbucher war verheiratet und hatte mehrere Kinder. In seiner Freizeit engagierte er sich in seinem Wohnort Schömberg im Verein Modellflug-Freunde Bieselsberg, dem er seit der Gründung 2005 angehörte und dessen Vorsitzender er zeitweise war.
Er starb 79-jährig und liegt auf dem Friedhof in Bieselsberg begraben.

## Forschungsschwerpunkte
Schönbucher forschte in der Technischen Chemie und der Chemischen Reaktionstechnik an reaktiven Strömungen, Flammen und der Dynamik von Verbrennungsvorgängen. Er nutzte dabei Experimente mit dem Aufnahmeverfahren der holografischen Durchlicht-Interferometrie und Echtzeit-Aufnahmen mit Hochgeschwindigkeitskameras. Dagegen stellte er Berechnungen mit Hilfe der statistischen Theorie der Turbulenz und Diffusion sowie der CFD-Simulation.
Seine Ergebnisse zur Wärmeverteilung in lodernden Flammen und der Dynamik der Verbrennungsvorgänge, unter anderem unerwartet hohe Temperaturen bei Tankbränden bis 1600 °C, trugen zu Verständnis und Senkung des Sicherheitsrisikos in großchemischen Anlagen bei. Er beschäftigte sich auch mit Risikoabschätzung, Anlagensicherheit und Umweltschutz in verfahrenstechnischen Anlagen.

## Auszeichnungen und Ehrungen
- 1983: Dechema-Preis der Max-Buchner-Forschungsstiftung, für seine Forschungen zu  Wirbelstrukturen in Tankflammen, die wesentlich zur Sicherheit in Chemieanlagen beitrugen.[8]
- 1998: Posterprämierung auf dem Gebiet der Sicherheitstechnik des Adolf-Martens-Fonds anlässlich der DECHEMA-Jahrestagung 1998,  gemeinsam mit T. Koch und S. Staus, Thema; Simulation zeitabhängiger Bestrahlungsstärken von Poolflammen
- 2005: Posterprämierung des Adolf-Mertens-Fonds, gemeinsam mit H. Chun, K.-D. Wehrstedt, Thema: Untersuchung von Poolbränden organischer Peroxide[9]

## Publikationen (Auswahl)

### Bücher
- Axel Schönbucher: Blitzspektroskopische Untersuchung über strahlungslose Desaktivierungsprozesse an Triphenylmethanfarbstoffen. Stuttgart 1973, DNB 740981722 (zugleich Dissertation, Universität Stuttgart, Fachbereich Chemie).
- Axel Schönbucher: Wärme-, Stoff- und Impulstransportvorgänge unter besonderer Berücksichtigung kohärenter Strukturen in Tankflammen organischer Flüssigkeiten (= Fortschritt-Berichte VDI Reihe 6, Energieerzeugung. Nr. 83). VDI-Verlag, Düsseldorf 1981, ISBN 3-18-148306-0 (axel-schoenbucher.de [PDF] zugleich Habilitationsschrift).
- Walter Brötz, Axel Schönbucher: Technische Chemie. 1: Grundverfahren. VCH Verlagsgesellschaft, Weinheim 1982, ISBN 978-3-527-25852-9.
- Axel Schönbucher: Thermische Verfahrenstechnik: Grundlagen und Berechnungsmethoden für Ausrüstungen und Prozesse. Springer, Berlin, Heidelberg 2002, ISBN 978-3-642-56308-9.

### Artikel
- Dagmar Hailer-Hamann, Alex Schönbucher: Geheimnis der lodernden Flamme. In: Bild der Wissenschaft. Nr. 14, 1977, S. 88–94 (axel-schoenbucher.de [PDF; abgerufen am 11. Juni 2025]).
- Hyunjoo Chun, Klaus-Dieter Wehrstedt, Iris Vela, Axel Schönbucher: Thermal radiation of di-tert-butyl peroxide pool fires—Experimental investigation and CFD simulation. In: Journal of Hazardous Materials. Band 167, Nr. 1–3, 15. August 2009, S. 105–113, doi:10.1016/j.jhazmat.2008.12.088.
- Markus Gawlowski, Kerry E. Kelly, Laurie A. Marcotte, Axel Schönbucher: Determining the effect of species composition on temperature fields of tank flames using real-time holographic interferometry. In: Applied Optics. Band 48, Nr. 23, 10. August 2009, ISSN 2155-3165, S. 4625–4636, doi:10.1364/AO.48.004625.
- Weston M. Eldredge, Pál Tóth, Laurie Centauri, Eric G. Eddings, Kerry E. Kelly, Terry A. Ring, Axel Schönbucher, Jeremy N. Thornock, Philip J. Smith: A Collaboration-based Approach to CFD Model Validation and Uncertainty Quantification (VUQ) Using Data from a Laminar Helium Plume. In: Flow, Turbulence and Combustion. Band 97, Nr. 2, September 2016, ISSN 1386-6184, S. 427–449, doi:10.1007/s10494-016-9708-7.

### Film
- M. Kaufmann, Axel Schönbucher: Pool Flames – Dynamics of Dissipative Structures, Wissenschaftlicher Film E 3113. 1990 (axel-schoenbucher.de – unter: IX. Wissenschaftlicher Film).